# Vi är bäst ändå
Vi är bäst ändå är en svensk dokumentärfilm från 2014 av Andreas Bjunér. Filmen var nominerad och Official Selection i OffsideFest i Barcelona 2015, 11mm-festival i Berlin 2015 samt Cinefoot-festival i Rio de Janeiro, São Paulo och Belo Horizonte 2015. Den har även visats vid festivaler i Grekland, Danmark och Schweiz.

## Handling
Filmen handlar om Hammarbysupportrarna Kajsa och Magnus och deras sista tid på klubbens tidigare hemmaarena Söderstadion under 2013. Vid tidpunkten genomlider Hammarby även en tung period fotbollsmässigt och befinner sig sedan flera år tillbaka i den svenska andradivisionen Superettan. För Kajsa och Magnus innebär detta i kombination med att Hammarby tvingas bort från sin älskade arena för att dela hemmaplan med bittra rivalen Djurgården på nya supermoderna Tele 2 Arena en tid av stor oro.